# 萬福寺 (知立市)
萬福寺（まんぷくじ）は、愛知県知立市上重原町本郷にある真宗大谷派の寺院である。山号は林桂山。
弘仁6年（815年）に最澄によって創建され、貞永元年（1232年）に了誓法師によって浄土真宗に転派した。現在の住職は第28代の釋了圓。名鉄三河線重原駅から徒歩数分の場所にある。

## 歴史

### 古代
弘仁6年（815年）、天台宗の宗祖である最澄によって創建された。当時はカツラの林に覆われていたため、山号は林桂山となっている。

### 中世
貞永元年（1232年）には了誓法師が浄土真宗に転派し、本堂に阿弥陀如来像を安置した。貞永年間には地中7か寺、末寺多数を擁し、2町4方の寺域を有する大寺となっている。

### 近現代
1896年（明治29年）、堂宮大工として名高い小野田又蔵の指揮によって間口13間4面の本堂が上棟した。萬福寺本堂は小野田又蔵の代表作とされる。
2015年（平成27年）には開創1200年を迎え、これを記念した本堂の修復工事も同年に完了した。修復工事の施工は三重県桑名市の小島建設である。池鯉鮒散歩みち協議会が主催する「わくわくウォーキング」では萬福寺が目的地となることがある。

## 境内

### 建築物
萬福寺の本堂・山門・鐘楼は、2015年（平成27年）11月17日に国の登録有形文化財に登録された。本堂は1899年（明治32年）に完成し（2014年修復）、規模の雄大さや意匠の華やかさが特徴である。山門は弘化元年（1844年）に完成し、組物廻りに技巧が凝らされている。鐘楼は文久2年（1862年）に完成し、禅宗様を基調として装飾密度が高い。

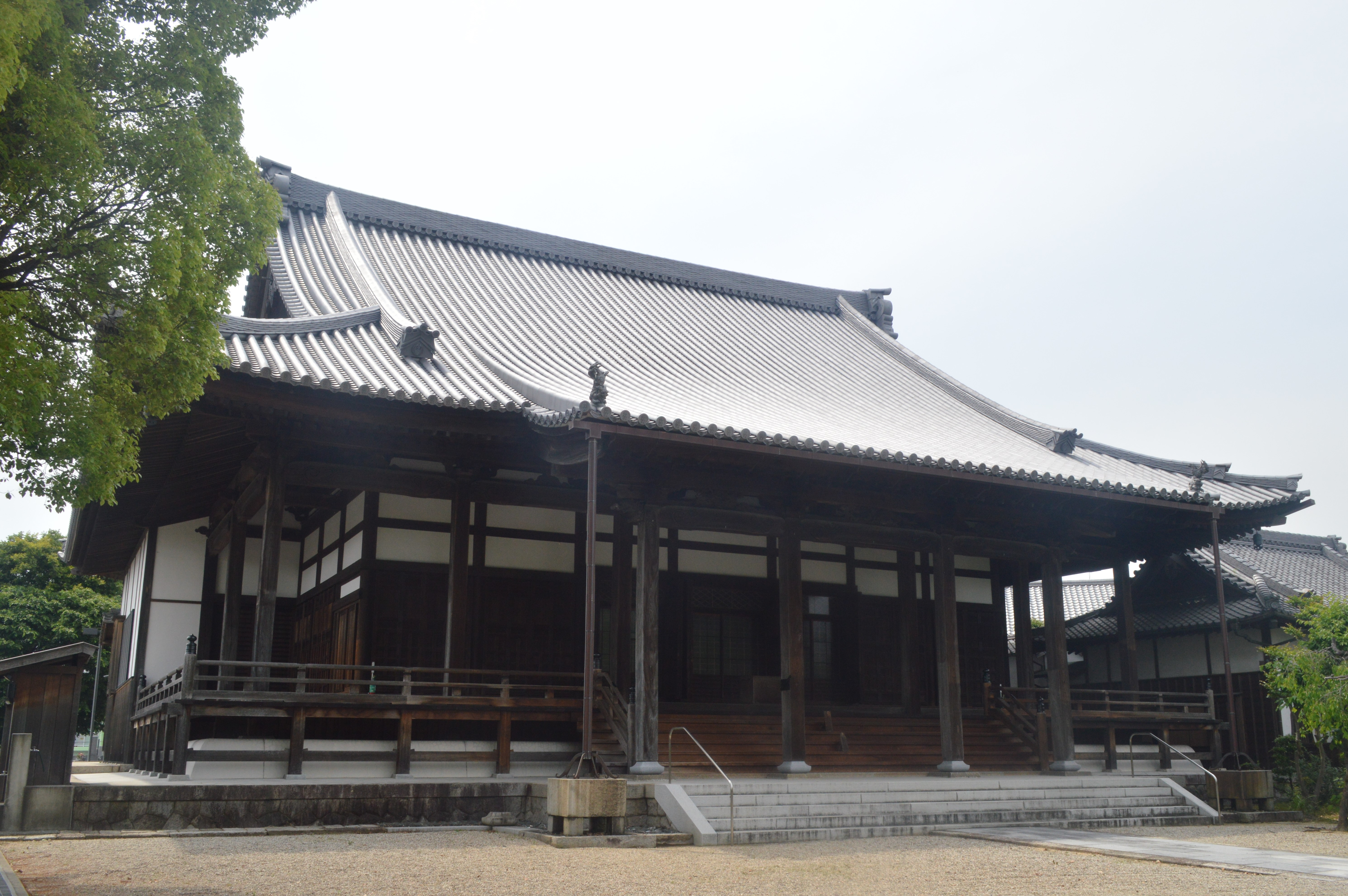
本堂
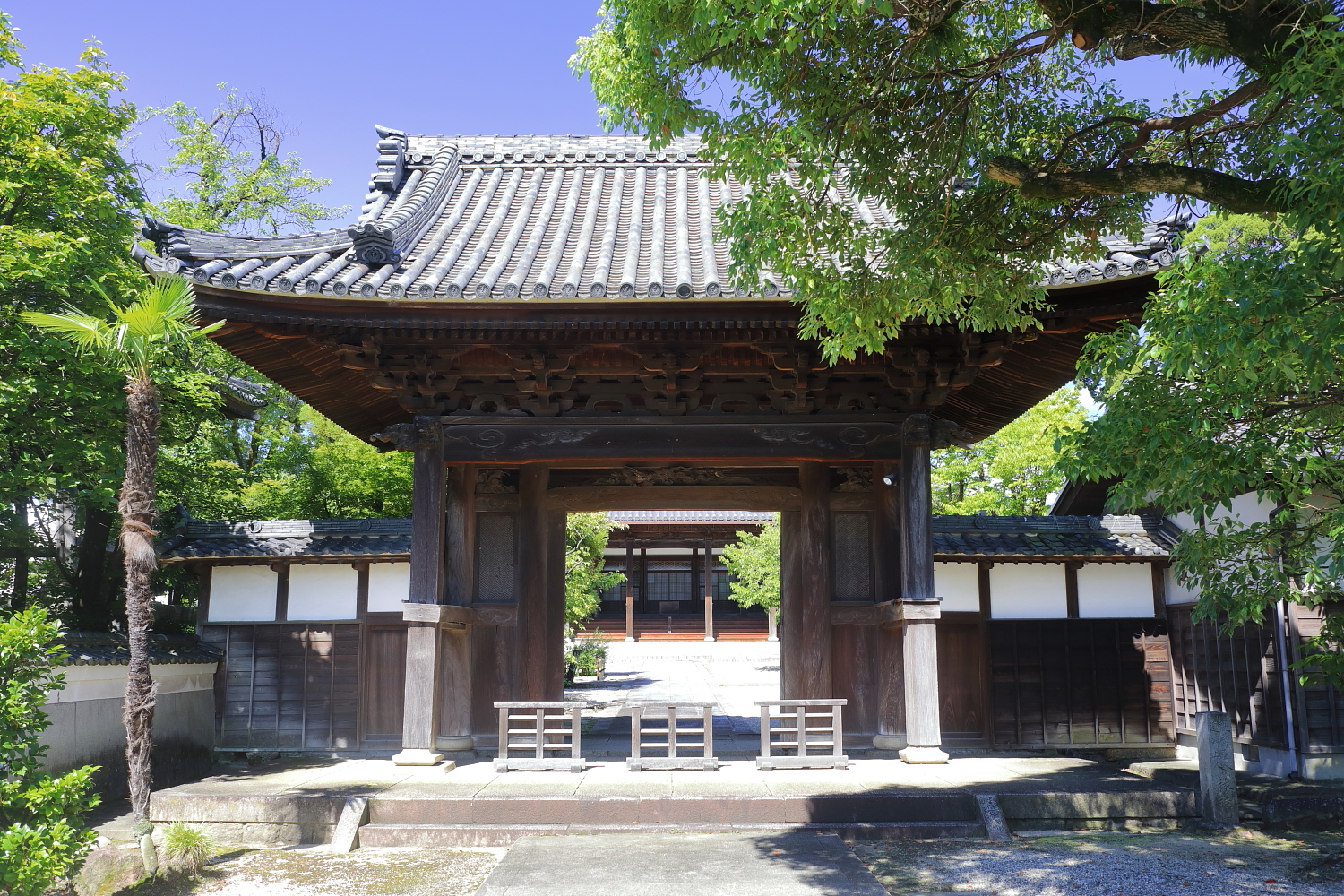
山門
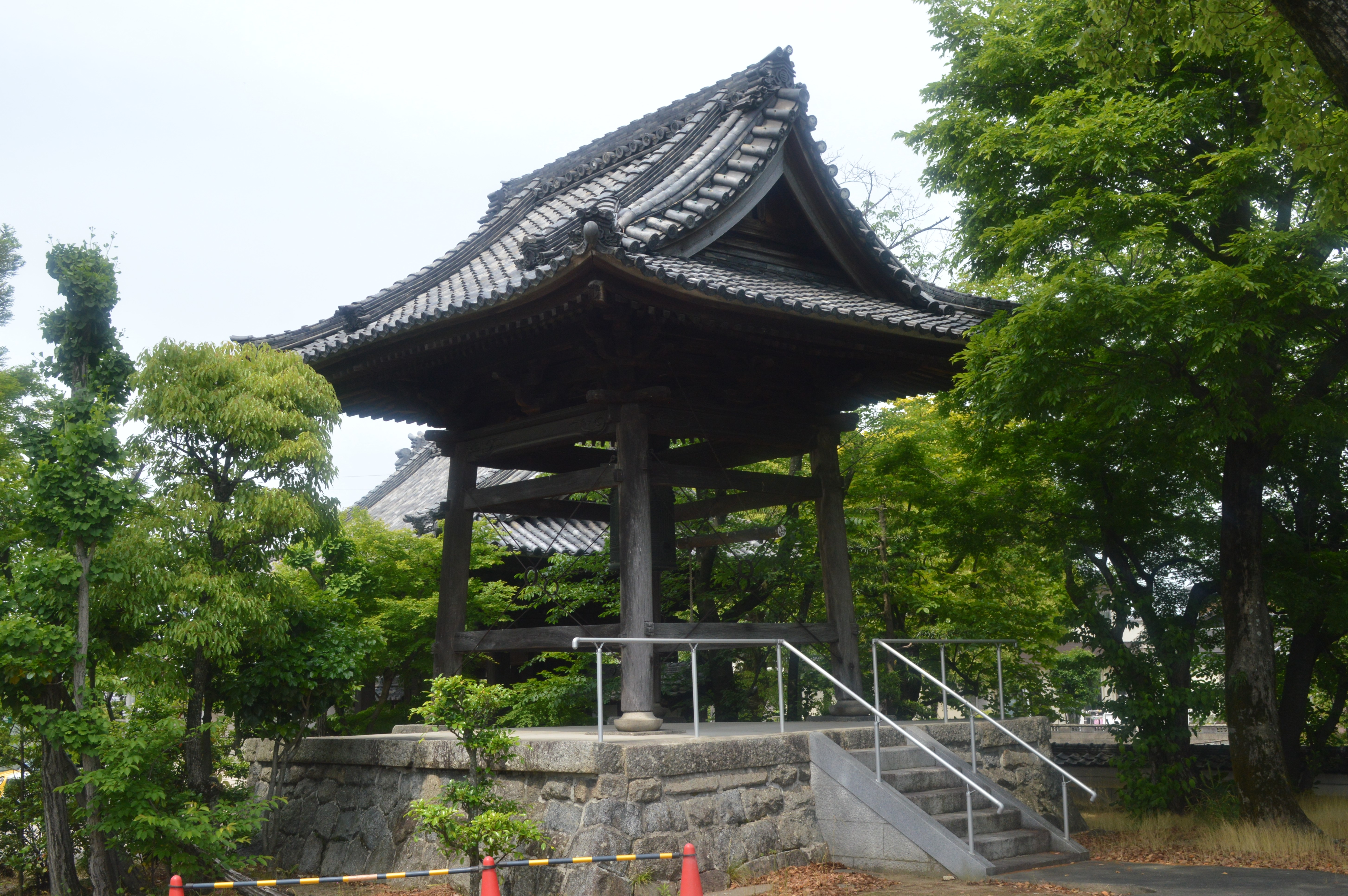
鐘楼

### 植物
萬福寺境内には樹齢500年以上のイブキがある。このイブキの樹高は約15m、目通りは2.6m、根回りは2.8mであり、西三河地方最大のイブキである。1956年（昭和31年）5月18日には愛知県指定文化財（天然記念物）に指定された。知立市最古のイブキでもあり、知立市指定文化財（天然記念物）となっている。
また、庫裏の正面には樹齢500年と推定される大ソテツもある。このソテツは文久2年（1862年）に知多郡藤江（現在の知多郡東浦町）の門徒から移植されたものであり、樹高は4m以上、根回りも4m以上ある。
境内にはクスノキの大木もある。かつて本堂の南側には「蓮台の松」と呼ばれるクロマツの大木があり、知立市指定文化財となっていたが、害虫や台風の影響で樹勢が衰えたため、1991年（平成3年）に切断された。毎年春にはサクラが、初夏にはスイレンが見ごろを迎える。

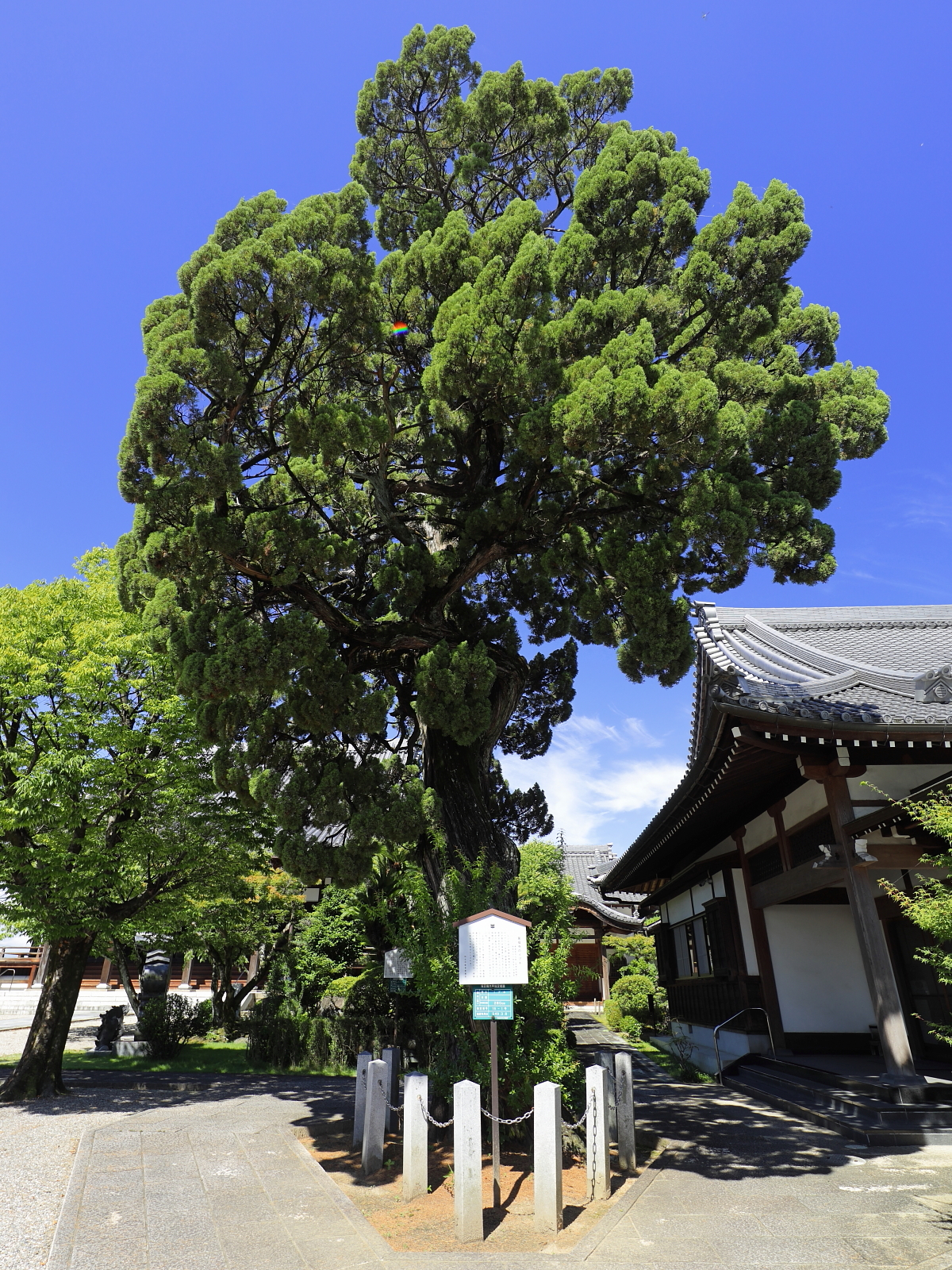
イブキ
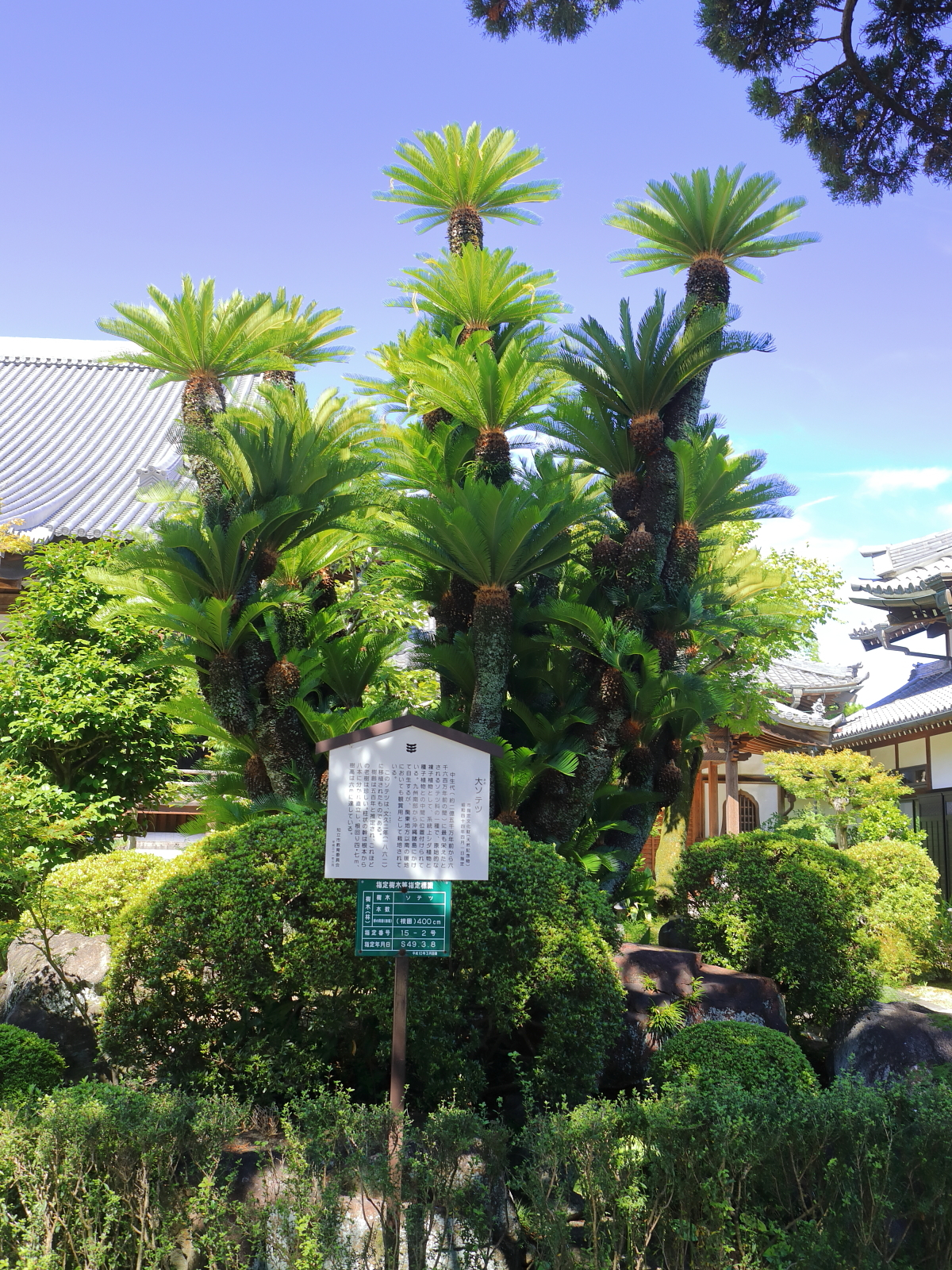
ソテツ
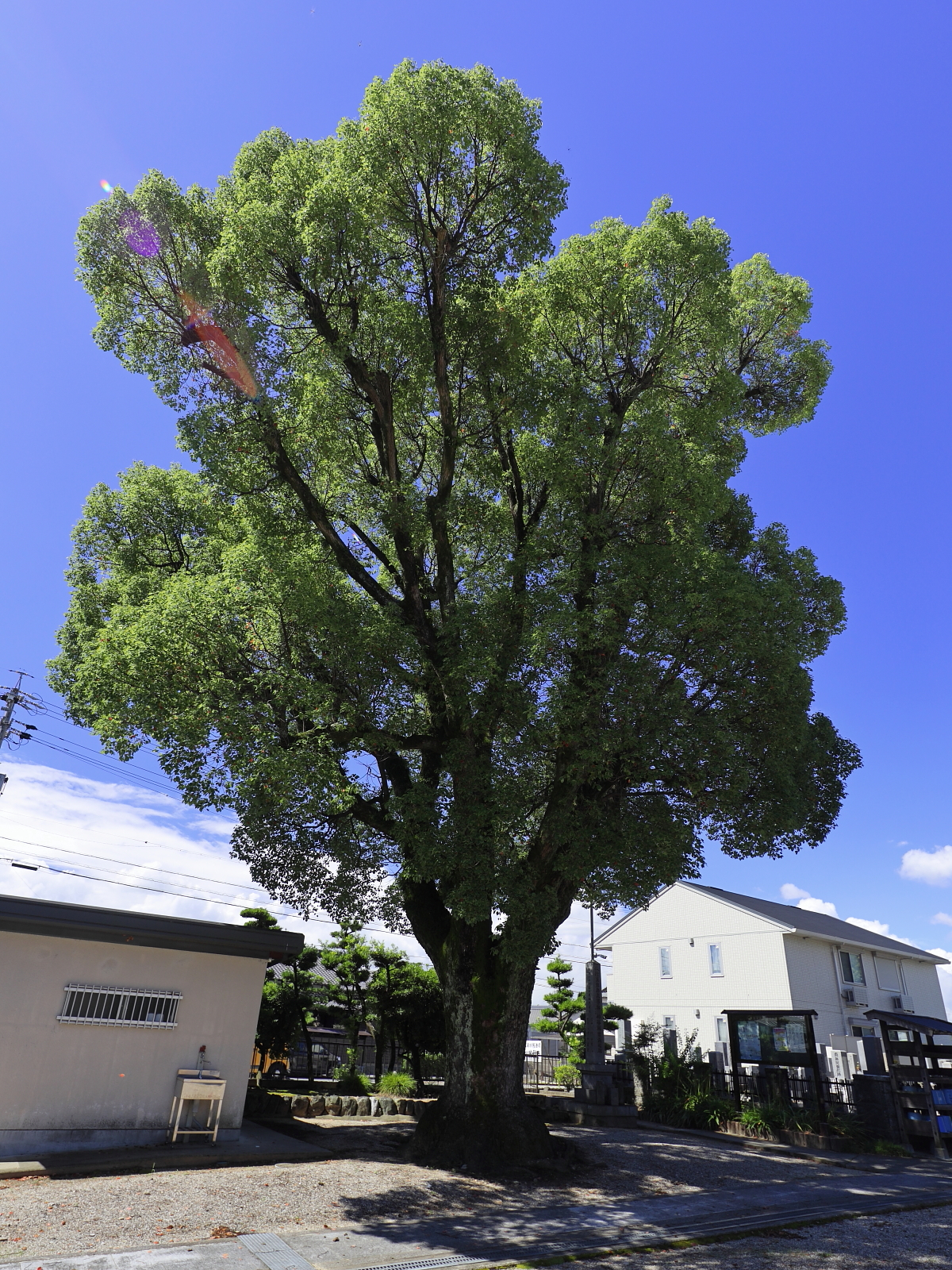
クスノキ